# John Giannandrea
John Giannandrea est vice-président senior de l'apprentissage automatique et de la stratégie d'intelligence artificielle d'Apple depuis décembre 2018.
John Giannandrea est un informaticien écossais connu pour avoir créé Metaweb et Freebase et dirigé les divisions de recherche et intelligence artificielle chez Google. Il a rejoint Apple en avril 2018 en tant que cadre supérieur,,,.
Il était auparavant directeur de la technologie chez Tellme Networks, une entreprise de reconnaissance automatique de la parole qu'il avait cofondé et Chief Technologist de la division des navigateurs web chez Netscape et ingénieur senior chez General Magic.